# Andrea Moda Formula
Andrea Moda Formula a fost o echipă de Formula 1, care a concurat în Campionatul Mondial în sezonul 1992.

## Palmares în Formula 1
| Sezon | Piloți                                                                                                  | Puncte | Loc clasament general |
| ----- | --- | ------ | --------------------- |
| 1992  | Alex Caffi (2 curse); Roberto Moreno (10 curse) / Enrico Bertaggia (2 curse); Perry McCarthy (10 curse) | 0      | -                     |